# Panthera onca augusta
El jaguar americano augusta (Panthera onca augusta) fue una subespecie prehistórica del jaguar, con un tamaño mayor que el actual. Este animal habitaba en Estados Unidos durante el Pleistoceno, generalmente extendía su territorio en hábitats más abiertos, como praderas, donde se alimentaba de presas más grandes que el jaguar moderno. Fue esto también lo que causó su extinción, ya que cuándo las presas grandes empezaron a morir, hace unos 11 900 años, esta especie comenzó a desaparecer rápidamente hasta su extinción final hace 10 000 años.

## Morfología
Legendra y Roth estudiaron la masa corporal de dos especímenes. Se estimó el peso del primer espécimen en 34.9 kg] y el peso del segundo en 97 kg.

## Distribución fósil
Los fósiles de este jaguar se han encontrado en Estados Unidos; en la costa este en el Condado de Adams (Washington), Condado de Fentress (Tennessee), Condado de Franklin (Tennessee), Condado de Hamilton (Tennessee), Condado de Monroe (Tennessee), Condado de Van Buren (Tennessee), Oregón
En el oeste, la distribución fósil abarcaba desde Pensilvania hasta Florida.